# 크리스토프 샌더스
크리스토프 샌더스(Christoph Sanders, 1988년 4월 21일 ~ )는 미국의 배우이다.

## 출연 작품
- 빅킬 (2019)
- 라스트 맨 스탠딩 5 (2015)
- 라스트 맨 스탠딩 4 (2014)
- 라스트 맨 스탠딩 3 (2013)
- 라스트 맨 스탠딩 2 (2012)
- 인 타임 (2011)
- 고스트 위스퍼러 시즌5  (2009)
- 리걸리 브론디스 (2009)
- 고스트 위스퍼러 시즌4 (2008)
- 하운드독 (2007)
- 고스트 위스퍼러 시즌1 (2005)